# The Grand Tour
The Grand Tour – brytyjski program motoryzacyjny produkowany na zlecenie Amazon.com. Jego prowadzącymi są Jeremy Clarkson, Richard Hammond i James May.

## Historia
W 2015 roku jeden z ówczesnych prowadzących program Top Gear – Jeremy Clarkson – po bójce z producentem podczas filmowania został zawieszony, a następnie zwolniony przez stację BBC. W efekcie tego z Top Gear odeszli dwaj pozostali prezenterzy – Richard Hammond i James May – oraz producent wykonawczy Andy Wilman. Pod koniec lipca Clarkson, Hammond, May oraz Wilman podpisali z Amazon.com umowę na stworzenie nowego programu motoryzacyjnego. Umowa stanowiła, że zostanie wyprodukowanych 36 odcinków (3 sezony po 12 odcinków), a budżet jednego odcinka wyniesie 4,4 miliona funtów.
Początkowe założenia mówiły, że w programie nie pojawi się studio. Nieznana była także nazwa programu. Spekulacje, jakoby miał się on nazywać Gear Knobs, okazały się nieprawdziwe, ponieważ z powodów prawnych w nazwie programu nie mogło być użyte słowo „Gear”. 11 maja 2016 ogłoszono, iż program będzie się nazywał The Grand Tour. Nazwa ma ścisły związek z formatem programu – wbrew pierwotnym założeniom w programie używane jest przenośne studio w postaci wielkiego namiotu. Z założenia każdy odcinek ma być nagrywany w innym kraju.
Pierwszy sezon programu zadebiutował 18 listopada 2016 roku dla subskrybentów ze Stanów Zjednoczonych, Wielkiej Brytanii, Niemiec, Austrii i Japonii. Mimo ograniczenia terytorialnego odcinki były dostępne od samego początku dla wszystkich jako usługa wakacyjna. Oficjalnie ogólnoświatowy dostęp nastąpił dopiero 14 grudnia 2016 roku wraz z premierą usługi PrimeVideo.com. Łącznie wyemitowanych zostało 13 odcinków, mimo pierwotnej zapowiedzi o 12 odcinkach.
5 czerwca 2017 roku James May w wywiadzie w programie The One Show ogłosił, że drugi sezon The Grand Tour ma pojawić się na platformie Amazon Prime w październiku 2017 roku. Pierwsza zapowiedź drugiego sezonu została opublikowana 11 lipca z okazji Prime Day.

## Format

### Tor testowy

Tor Eboladrome

Program ma własny tor testowy, zlokalizowany na lotnisku RAF koło Wroughton. Tor, ze względu na przypominający wirus Ebola kształt, został nazwany „Eboladrome”. Do jego elementów należą sekcja Isn’t Straight, zakręt Old Lady’s House czy nawrót Your Name Here.
Kierowcą testującym samochody w pierwszej serii był amerykański kierowca NASCAR, Mike Skinner, który w programie był przedstawiany jako "Amerykanin" (The American). Ze względu na zły odbiór tej postaci u widzów, został on zastąpiony, od drugiej serii programu, przez Brytyjkę Abbie Eaton.
Czasy samochodów testowanych na torze „Eboladrome” (stan na odc. 38):
| Samochód                        | Czas   | Uwagi    |
| ------------------------------- | ------ | -------- |
| McLaren Senna                   | 1:12,9 |          |
| NIO EP9                         | 1:15,0 |          |
| Aston Martin Vulcan             | 1:15,5 |          |
| Lamborghini Huracán Performante | 1:16,8 |          |
| Ford GT                         | 1:17,6 |          |
| McLaren 650S                    | 1:17,9 |          |
| McLaren 720S                    | 1:17,9 |          |
| Mercedes AMG GT R               | 1:18,7 |          |
| Audi R8 V10 Plus                | 1:19,2 |          |
| Jaguar XE Project 8             | 1:19,3 |          |
| Aston Martin V8 Vantage         | 1:20,4 |          |
| BMW M5                          | 1:20,4 |          |
| Porsche 911 GT3 RS              | 1:20,4 |          |
| Nissan GT-R                     | 1:21,2 |          |
| Porsche 911 C2S                 | 1:21,4 |          |
| Alpina B5                       | 1:21,6 |          |
| MAT Stratos                     | 1:21,6 |          |
| BMW M4 GTS                      | 1:22,4 |          |
| Porsche 718 Boxster S           | 1:23,4 |          |
| Alpine A110                     | 1:23,7 |          |
| BMW M5                          | 1:24,2 |          |
| BMW M3                          | 1:24,3 |          |
| Honda NSX                       | 1:26,0 | mokro    |
| BMW M2                          | 1:26,2 |          |
| Delta Futurista                 | 1:26,8 |          |
| Alfa Romeo Giulia Quadrifoglio  | 1:27,1 | mokro    |
| Honda Civic Type R              | 1:28,2 |          |
| Ford Focus RS                   | 1:28,4 |          |
| Lexus GS-F                      | 1:29,6 | wilgotno |
| Ford Mustang GT                 | 1:29,6 |          |
| Tesla Model X                   | 1:29,6 |          |
| Ford Sierra Cosworth RS500      | 1:31,3 |          |
| Lamborghini Countach            | 1:31,8 | mokro    |
| Ford Fiesta ST200               | 1:32,8 |          |
| Bugatti EB110 Super Sport       | 1:32,8 | mokro    |
| Fiat Abarth 124 Spider          | 1:33,7 | mokro    |
| Jaguar XJ220                    | 1:35,1 | mokro    |
| Ferrari Testarossa              | 1:37,4 | mokro    |
| Volkswagen up! GTI              | 1:39,7 | mokro    |

### Conversation Street
Stałym elementem programu jest również „Conversation Street”. W części tej prezenterzy przedstawiają w formie rozmowy wiadomości na temat samochodów. Cechą charakterystyczną tej części jest jazzowy wstęp.

### Celebrity Face Off (Stare Celebrity Storm)
W drugim sezonie postanowiono zakończyć Celebrity storm i zastąpiono nim nową część o nazwie Celebrity Face Off, gdzie dwie znane osoby z danej dziedziny rywalizują ze sobą na torze testowym, w specjalnym samochodzie - Jaguar F-Type. Gwiazdy ścigają się na torze, który mieści się na lotnisku Enstone Airfield.

## Lista odcinków

### Sezon 1 (2016-17)
| Nr | Tytuł                             | Lokalizacja studia                  | Goście                                                                                            | Testowane samochody                                               | Premiera          |
| -- | --------------------------------- | ----------------------------------- | ------------------------------------------------------------------------------------------------- | ----------------------------------------------------------------- | ----------------- |
| 1  | „The Holy Trinity”                | Los Angeles, Stany Zjednoczone      | Hothouse Flowers, Chris Goodwin, Jérôme d'Ambrosio, Armie Hammer, Jeremy Renner, Carol Vorderman  | McLaren P1, Porsche 918, Ferrari LaFerrari, BMW M2                | 18 listopada 2016 |
| 2  | „Operation Desert Stumble”        | Johannesburg, Południowa Afryka     | Johan Ackermann                                                                                   | Aston Martin Vulcan, Audi S8 Plus                                 | 25 listopada 2016 |
| 3  | „Opera, Art and Donuts”           | Whitby, Wielka Brytania             | Simon Pegg                                                                                        | Rolls-Royce Dawn, Aston Martin DB11, Dodge Challenger SRT Hellcat | 2 grudnia 2016    |
| 4  | „Enviro-Metal”                    | Whitby, Wielka Brytania             | Jimmy Carr                                                                                        | Porsche 911 GT3 RS, BMW M4 GTS                                    | 9 grudnia 2016    |
| 5  | „Moroccan Roll”                   | Rotterdam, Holandia                 | Golden Earring                                                                                    | Mazda MX-5, Zenos E10S, Alfa Romeo 4C Spider                      | 16 grudnia 2016   |
| 6  | „Happy Finnish Christmas”         | Saariselkä, Finlandia               | Kimi Räikkönen                                                                                    | Ford Mustang GT, Ford Focus RS                                    | 23 grudnia 2016   |
| 7  | „The Beach (Buggy) Boys – Part 1” | bez udziału publiczności            | brak                                                                                              | brak                                                              | 30 grudnia 2016   |
| 8  | „The Beach (Buggy) Boys – Part 2” | bez udziału publiczności            | brak                                                                                              | brak                                                              | 31 grudnia 2016   |
| 9  | „Berks to the Future”             | Stuttgart, Niemcy                   | Diego Costa, Thibaut Courtois, Gary Cahill, Eden Hazard, Oscar, Willian                           | Honda NSX                                                         | 6 stycznia 2017   |
| 10 | „Dumb Fight at the O.K. Coral”    | Nashville, Stany Zjednoczone        | Brian Johnson                                                                                     | Alfa Romeo Giulia Quadrifoglio                                    | 13 stycznia 2017  |
| 11 | „Italian Lessons”                 | Loch Ness, Wielka Brytania          | Chris Hoy                                                                                         | Fiat Abarth 124 Spider                                            | 20 stycznia 2017  |
| 12 | „[censored] to [censored]”        | Loch Ness, Wielka Brytania          | Tim Burton                                                                                        | Lexus GS-F, Bentley Bentayga, Range Rover, Jaguar F-Pace          | 27 stycznia 2017  |
| 13 | „Past v Future”                   | Dubaj, Zjednoczone Emiraty Arabskie | Roger Daltrey, Wilko Johnson, Daniel Ricciardo, Steve Biagioni, Bartek Ostałowski, Conor Shanahan | Volkswagen Golf GTI, BMW i3                                       | 3 lutego 2017     |

### Sezon 2 (2017-18)
Studio programu, w 2 sezonie, przez cały okres trwania programu będzie mieściło się w Anglii.
| Nr | Tytuł                         | Goście                          | Testowane samochody                                                                                    | Premiera         |
| -- | ----------------------------- | ------------------------------- | --- | ---------------- |
| 1  | "Past, Present or Future"     | David Hasselhoff, Ricky Wilson  | Lamborghini Aventador S, Honda NSX, Rimac Concept One                                                  | 8 grudnia 2017   |
| 2  | "The Fall Guys"               | Kevin Pietersen, Brian Wilson   | Mercedes AMG GT R, Ford GT                                                                             | 15 grudnia 2017  |
| 3  | "Bah Humbug-atti"             | Hugh Bonneville, Casey Anderson | Bugatti Chiron, Kia Stinger GT,                                                                        | 22 grudnia 2017  |
| 4  | "Unscripted"                  | Michael Ball, Alfie Boe         | McLaren 720S, Audi TT RS, Ariel Nomad                                                                  | 29 grudnia 2017  |
| 5  | "Up, Down and Round the Farm" | Bill Bailey, Dominic Cooper     | Ripsaw EV2, Volkswagen Up! GTI                                                                         | 5 stycznia 2018  |
| 6  | "Jaaaaaaaags"                 | Luke Evans, Kiefer Sutherland   | Jaguar 420g, XK8, XJR, XJ6, XJS                                                                        | 12 stycznia 2018 |
| 7  | "It's a gas, gas, gas"        | Anthony Joshua, Bill Goldberg   | Lamborghini Huracan Performante                                                                        | 19 stycznia 2018 |
| 8  | "Blasts from the Past"        | Nick Mason, Stewart Copeland    | Jaguar XKSS, Aston Martin DB4 GT, Honda Civic Type R, Ford GT                                          | 26 stycznia 2018 |
| 9  | "Breaking, Badly"             | Dynamo, Penn & Teller           | Jaguar XJ220, Bugatti EB110, Suzuki Jimny, Bond Bug                                                    | 2 lutego 2018    |
| 10 | "Oh, Canada"                  | Rory McIlroy, Paris Hilton      | Alfa Romeo Stelvio Quadofoglio, Porsche Macan Turbo Performance Pack, Range Rover Velar, Tesla Model X | 9 lutego 2018    |
| 11 | "Feed the World"              | bez udziału publiczności        | brak                                                                                                   | 16 lutego 2018   |

### Sezon 3 (2019)
| Nr | Tytuł                                 | Premiera         |
| -- | ------------------------------------- | ---------------- |
| 1  | "Opowieści z Detroit"                 | 18 stycznia 2019 |
| 2  | "Kolumbia - odcinek specjalny, cz. 1" | 25 stycznia 2019 |
| 3  | "Kolumbia - odcinek specjalny, cz. 2" | 26 stycznia 2019 |
| 4  | "Ach, te pick-upy"                    | 1 lutego 2019    |
| 5  | "Urus i zmalał"                       | 8 lutego 2019    |
| 6  | "Chińskie przemyślenia"               | 15 lutego 2019   |
| 7  | "Stara, dobra szkocka"                | 22 lutego 2019   |
| 8  | "Błazny na wakacjach"                 | 1 marca 2019     |
| 9  | "Aston, astronauci i dzieci Angeliny" | 8 marca 2019     |
| 10 | "Głos młodzieży"                      | 15 marca 2019    |
| 11 | "Morze, słodkie morze"                | 22 marca 2019    |
| 12 | "Legendy i lotniska"                  | 29 marca 2019    |
| 13 | "Szkoła przetrwania"                  | 5 kwietnia 2019  |
| 14 | "Śp. Ford"                            | 12 kwietnia 2019 |

### Sezon 4 (2019-2021)
| Nr | Tytuł                                      | Samochody/Łodzie                                                          | Premiera        |
| -- | ------------------------------------------ | ------------------------------------------------------------------------- | --------------- |
| 1  | The Grand Tour presents... Seamen          | PBR Mark II, Scarab, 1939 Wooden Cruiser                                  | 13 grudnia 2019 |
| 2  | The Grand Tour presents... A Massive Hunt  | Bentley Continetal GT V8, Ford Focus RS, Caterham 7 310R                  | 17 grudnia 2020 |
| 3  | The Grand Tour presents... Lochdown        | Lincoln Continental MK V, Buick Riviera Boattail, Cadillac Coupe De Ville | 30 lipca 2021   |
| 4  | The Grand Tour presents... Carnage A Trois |                                                                           | 17 grudnia 2021 |

### Sezon 5 (2022-24)
| Nr | Tytuł                          | Samochody                                                                       | Premiera         |
| -- | ------------------------------ | ------------------------------------------------------------------------------- | ---------------- |
| 1  | The Grand Tour: A Scandi Flick | Audi RS4, Subaru Impreza WRX STi, Mitsubishi Lancer Evo VIII                    | 16 września 2022 |
| 2  | The Grand Tour: Eurocrash      | Mitsuoka Le-Seyde, Chevrolet SSR, Crosley Convertible                           | 16 czerwca 2023  |
| 3  | The Grand Tour: Sand Job       | Jaguar F-Type V6 S Convertible, Aston Martin DB9 Volante, Maseratti Gran Cabrio | 16 lutego 2024   |

### Sezon 6 (2024)
| Nr | Tytuł                            | Samochody                                   | Premiera         |
| -- | -------------------------------- | ------------------------------------------- | ---------------- |
| 1  | The Grand Tour: One for the Road | Lancia Montecarlo, Ford Capri, Triumph Stag | 13 września 2024 |

## Zapowiedź końca programu
W wywiadzie dla londyńskiego "The Times" Jeremy Clarkson zapowiedział że sezon 6 będzie ostatnim.